# William Pereira (diretor teatral)
William Pereira (Paranaíba, 23 de outubro de 1962) é um diretor de ópera e teatro, cenógrafo, diretor musical e figurinista brasileiro.

## Biografia
Nascido em Paranaíba, no Mato Grosso do Sul, William iniciou sua formação artística estudando piano entre 1970 e 1982. Em 1987, formou-se em Direção Teatral pela Escola de Comunicações e Artes da Universidade de São Paulo. Foi considerado um dos principais expoentes do teatro de vanguarda dos anos 80, sendo um dos fundadores do grupo A Barca de Dionísio. Formado no Departamento de Teatro da USP e na Escola de Artes Dramáticas, dirigiu Leonce e Lena, de Georg Büchner em 1988, que foi considerado um dos melhores espetáculos da temporada, recebendo vários prêmios como diretor revelação do ano de 1988 (Troféu Mambembe e Prêmio Governador do Estado). Com o mesmo grupo, em 1990, dirigiu O Burguês Fidalgo, de Moliére.
No início dos anos 90, foi estagiário em direção de cena lírica em Londres, na Royal Opera House e English National Opera, trabalhando em espetáculos dirigidos por Antoine Vitez, David Pountney, Eliaj Moschinsky e Harry Kupfer.
Hoje em dia, William é apontado como um dos maiores e mais atuantes diretores de teatro e ópera no Brasil.

## Obras

### Ópera[5]
William dirigiu obras em algumas das principais casas de ópera do país, como:
Theatro Municipal de São Paulo:
• Pedro Malazartes de C. Guarnieri
• Colombo de Carlos Gomes
• Olga de J. Antunes (estreia mundial)
• O Morcego de J. Strauss
• I Pagliacci de Leoncavallo
Theatro Municipal do Rio de Janeiro:
• Os Pescadores de Pérolas de Bizet
Teatro Amazonas, de Manaus (Festival Amazonas de Ópera):
• Madama Butterfly de Puccini
• Le Nozze de Fígaro de Mozart
• Romeo et Juliette de Gounod
• Le Dialogue des Carmèlites de Poulenc
• I Puritani de Bellini
• As Aventuras da Raposa Astuta de Janacék (estreia nacional)
• Onheama e Kawa Ijen – O Vulcão Azul de J.G.Ripper (estreia mundial)
Theatro da Paz, em Belém:
• Il Guarany de Carlos Gomes
Theatro São Pedro, de São Paulo:
• A Tempestade de Ronaldo Miranda (estreia mundial)
• Gianni Schicchi de Puccini
• Il Barbieri di Siviglia de Rossini
• A Viúva Alegre de Franz Lehàr
• O Anão de Zemlinsky
• Arlecchino e Pulcinella de Busoni/Stravinsky
• Alcina de Haendel
Palácio das Artes, de Belo Horizonte:
• O Messias de Haendel
• A Menina das Nuvens de Villa-Lobos
III Festival de Ópera de Brasília:
• Carmen de Bizet e Olga de Jorge Antunes
Theatro São Pedro, de Porto Alegre:
• A Viúva Alegre de Franz Lehár
• Orfeu e Eurídice de C.W.Gluck.

### Espetáculos teatrais:[5]
• Uma relação Tão Delicada de Lolleh Bellon (1989)
• Senhorita Julia de A. Strindberg (1991)
• Eu Sei Que Vou Te Amar de Arnaldo Jabor (1996)
• Luzes da Boemia de Valle-Inclán (1998)
• Quando o Mundo Era Verde, adaptado de O Livro do Desassossego de Fernando Pessoa (1999)
• A Fábula de Um Cozinheiro de Sam Shepard (2000)
• Romeu e Julieta de Shakespeare (2002)
• Primeira Pessoa, com Eva Wilma (2004)
• Ismênia de Yannis Ritsos (2006)
• Dom Juan de Molière (2012) com Rodrigo Lombardi
• Marlene Dietrich - As Pernas do Século de Aimar Labaki com Sylvia Bandeira (2019).
• Aula Magna com Stálin de David Pownal (2015)
• Um Berço de Pedra de Newton Moreno (2017)
• TANGO de Slawomir Mrozek (2019)
• O Náufrago de Thomas Bernhard (2020).

### Espetáculos de dança:[5]
• Pulcinella de Stravinsky - direção e cenografia
• Os Amores do Poeta de Schumann, com a São Paulo Companhia de Dança (2018) - direção e cenografia
• O Lago dos Cisnes de Tchaikovsky do Balé Teatro Guaíra - cenários e figurinos
• DEPOIS com a Studio 3 Cia de Dança - direção teatral

## Prêmios
Ao longo de sua carreira, recebeu inúmeros prêmios por seu trabalho, com destaque para os prêmios APCA, Prêmio Shell, Prêmio Governador do Estado-SP, Prêmio Carlos Gomes de Ópera e o Troféu Mambembe.